# Incendio della Candelora
L'incendio della Candelora fu uno scontro delle guerre d'indipendenza scozzesi combattuto tra il gennaio ed il febbraio del 1356 nel territorio del Lothian, in Scozia. Fu un tentativo fallito di re Edoardo III d'Inghilterra di invadere la Scozia e fu l'ultimo scontro della guerra d'indipendenza scozzese che si concluse con la devastazione della regione del Lothian che divenne per l'appunto nota come "incendio della Candelora" in riferimento all'annuale festività cristiana che all'epoca prevedeva che si accendessero in chiesa pile di candele per il 2 febbraio.

## Antefatto
Le tensioni al confine anglo-scozzese erano riprese nel 1355. Nel settembre di quell'anno venne stabilita una tregua di nove mesi e gran parte dell'esercito inglese si impegnò in Francia per la guerra dei cent'anni al fianco di Edoardo III. Questo aprì la strada agli scozzesi che, su incitamento del re di Francia, presero l'iniziativa di rompere le trattative e di invadere e devastare il Northumberland, in Inghilterra settentrionale. A fine dicembre gli scozzesi posero assedio e catturarono l'importante città inglese di confine di Berwick-on-Tweed, passando poi ad assediarne il castello. Non appena venuto a conoscenza del fatto, l'esercito inglese tornò dalla Francia e venne dispiegato a Newcastle.
Gli inglesi avanzarono su Berwick, riprendendo il controllo della città e spostandosi poi verso Roxburgh, nella Scozia meridionale, a metà gennaio del 1356. Da qui avanzarono verso Edimburgo, lasciando un'area di 50 chilometri quadrati di devastazioni dietro di loro. Anche gli scozzesi praticavano la tattica della terra bruciata, rifiutando battaglie dirette e distruggendo tutte le fonti di cibo sul territorio. Gli inglesi raggiunsero e misero a ferro e fuoco Edimburgo e vennero riforniti via mare a Haddington.
Edoardo intendeva procedere verso Perth, ma venti contrari impedivano i movimenti della flotta di cui aveva bisogno per rifornire il suo esercito.

## L'invasione inglese

### L'avanzata

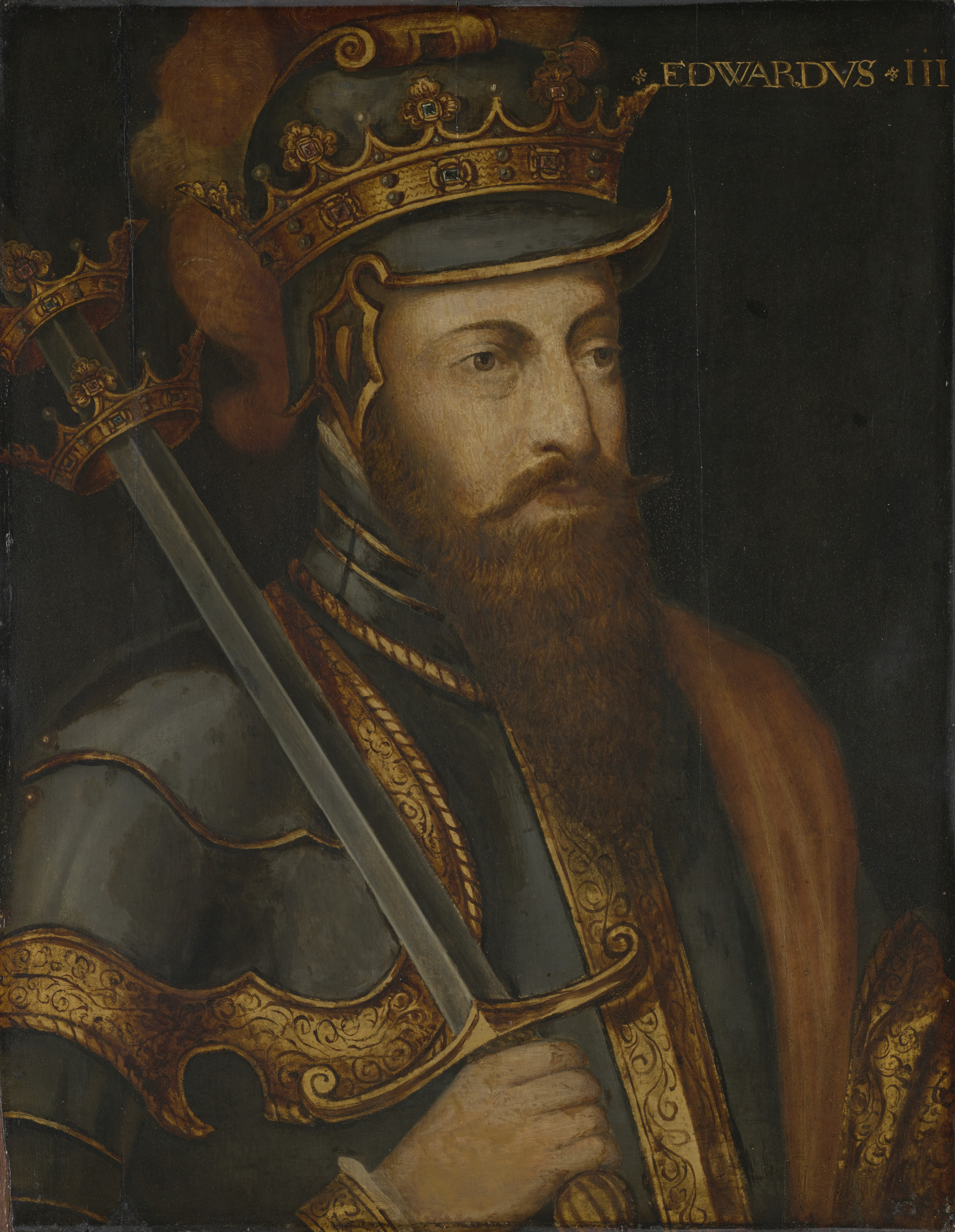
Edoardo III d'Inghilterra in un ritratto del XVIII secolo

Edoardo trasferì il suo esercito lungo il fiume Tweed fino a Roxburgh dove giunse a metà gennaio del 1356. Il 20 gennaio Balliol rinunciò alla sua posizione nominale come re di Scozia in favore di Edoardo, in cambio di una generosa pensione. Lo storico Clifford Rogers ha suggerito che questa strategia venne utilizzata da Edoardo per fare pressione su Davide II, che Edoardo teneva prigioniero e che era ancora riconosciuto da molti come legittimo re di Scozia. Gli scozzesi non rimasero comunque impressionati ed il 26 gennaio l'esercito inglese si portò verso Edimburgo. La grandezza dell'esercito inglese usato nell'operazione è difficile a dirsi in quanto venne descritto semplicemente come "grande" e forse era composto da 13 000 uomini. Questi vennero divisi in tre colonne ed iniziarono a devastare tutta l'area attorno alla città per 50–60 km quadrati. Gran parte del territorio che andarono a colpire era di proprietà di Patrick di March, uno dei capi che si opponevano agli inglesi.
Gli scozzesi avevano evacuato del resto la popolazione dai villaggi dell'area prima dell'arrivo degli inglesi che devastarono il loro territorio. I soldati inglesi si ridussero dunque a bere solamente acqua, non disponendo di altro cibo di cui nutrirsi dai campi ridotti in rovina dagli stessi abitanti. Giungi ad Edimburgo all'inizio di febbraio, Edoardo coi suoi uomini stabilirono il loro accampamento ad est di Haddington. Se non altro da quella posizione l'esercito inglese poté essere rifornito dalla flotta. Il piano di Edoardo era però quello di marciare verso Perth, all'epoca capitale della Scozia, passando da Stirling per poi essere incoronato nella vicina Scone come da tradizione.
Ad ogni modo venti sfavorevoli impedirono alla flotta di muoversi agevolmente lungo la costa come avrebbe voluto. Edoardo attese ad Haddington per dieci giorni. Attendendo che i venti cambiassero, la regione del Lothian venne devastata così profondamente che gli scozzesi ricordarono l'invasione inglese come l'"incendio della Candelora" in riferimento al costume tradizionale di portare pile di candele nelle chiese per il 2 febbraio per essere benedette e poi accese in occasione proprio della festa della Candelora. A metà febbraio i venti cambiarono, ma divennero rapidi e freddi venti invernali che incagliarono diverse navi agli scogli.

### La ritirata
Privati dei loro rifornimenti via mare, Edoardo ed i suoi uomini vennero costretti ad abbandonare i loro piani ed a battere velocemente in ritirata. Gli inglesi si ritirarono a sudovest verso terre non ancora devastate e ripresero i loro attacchi al territorio scozzese, giungendo sino a Melrose. In quel tempo, le forze scozzesi guidate da William Douglas, signore di Douglas, decisero di attaccare gli inglesi infliggendo loro pesanti perdite che andarono ad unirsi dall'inedia generale dovuta alla scarsità dei raccolti nella stagione. Alla fine di febbraio, le truppe di Edoardo raggiunsero il confine inglese a Carlisle, dove le compagnie vennero sciolte.
Con la partenza dell'esercito inglese dal suolo scozzese, l'esercito regio di Scozia riprese il controllo dei territori precedentemente occupati dagli inglesi. Le fortezze di Caerlaverock e Dalswinton vennero investite in pieno e catturate; Galloway accettò l'autorità della corona scozzese. Il 18 aprile venne accordata una nuova tregua agli inglesi.

## Conseguenze
Nel 1357 vennero concordati i termini per il rilascio di re Davide II. Questi erano simili a quelli che gli scozzesi avevano già rifiutato nel 1354. Il riscatto per Davide era una somma ingente, pari a 100 000 sterline da pagarsi in rate per dieci anni il giorno di san Giovanni Battisa, il 24 giugno. Durante questi dieci anni, la tregua anglo-scozzese proibì ai cittadini scozzesi di prendere le armi contro Edoardo III e qualsiasi altro dei suoi uomini. Questa tregua durò per quarant'anni e segnò la fine della seconda guerra d'indipendenza scozzese.